# Bernadotte E. Schmitt
Bernadotte E. Schmitt (né le 19 mai 1886 à Strasburg - mort le 23 mars 1969) est un historien américain.
En 1960, il est président de l'American Historical Association.
Il remporte le prix Pulitzer d'histoire en 1931 pour son ouvrage The Coming of the War, 1914.

## Œuvres
- England and Germany, 1740-1916.
- The Coming of the War, 1914